# U-340
| U-340                      | U-340 | U-340 |
| -------------------------- | --- | --- |
|                            | | |
|                            | | |
|                            | | |
| Під прапором               | Третій Рейх | Третій Рейх |
| Спуск на воду              | 20 серпня 1942 рок | 20 серпня 1942 рок |
| Виведений зі складу флоту  | 16 жовтня 1942 року | 16 жовтня 1942 року |
| Сучасний статус            | 2 листопада 1943 року після бою з есмінцями «Ектів», «Візерінгтон», шлюпом «Флітвуд» і патрульним літаком «Ліберейтор» викинувся на мілину і згодом затонув поблизу Танжера | 2 листопада 1943 року після бою з есмінцями «Ектів», «Візерінгтон», шлюпом «Флітвуд» і патрульним літаком «Ліберейтор» викинувся на мілину і згодом затонув поблизу Танжера |
| Проєкт                     | | |
| Тип ПЧ                     | Торпедний ДПЧ | Торпедний ДПЧ |
| Розробник проєкту          | Nordseewerke, Емден | Nordseewerke, Емден |
| Вартість                   | 4 439 000 ℛℳ | 4 439 000 ℛℳ |
| Основні характеристики     | | |
| Швидкість (надводна)       | 17,9 вузла | 17,9 вузла |
| Швидкість (підводна)       | 8 вузлів | 8 вузлів |
| Робоча глибина занурення   | 100 м | 100 м |
| Гранична глибина занурення | 220 м | 220 м |
| Автономність плавання      | 135—174 км на швидкості 4 вузли (в підводному положенні) 11 470 км на швидкості 10 вузлів (у надводному положенні)                                                          | 135—174 км на швидкості 4 вузли (в підводному положенні) 11 470 км на швидкості 10 вузлів (у надводному положенні)                                                          |
| Екіпаж                     | 44—60 осіб | 44—60 осіб |
| Розміри                    | | |
| Довжина найбільша (по КВЛ) | 67,1 м | 67,1 м |
| Ширина корпусу найб.       | 6,2 м | 6,2 м |
| Висота                     | 9,6 м | 9,6 м |
| Середня осадка (по КВЛ)    | 4,74 м | 4,74 м |
| Водотоннажність надводна   | 769 т | 769 т |
| Озброєння                  | | |
| Артилерія                  | 1 × 88-мм палубна гармата SK C/35 | 1 × 88-мм палубна гармата SK C/35 |
| Торпедно- мінне озброєння  | 4 носових і один кормовий ТА. 14 торпед або 26 мін TMA або 39 мін TMB | 4 носових і один кормовий ТА. 14 торпед або 26 мін TMA або 39 мін TMB |
| ППО                        | 2 × 20-мм зенітних гармати FlaK 30 Flakvierling | 2 × 20-мм зенітних гармати FlaK 30 Flakvierling |

U-340 — німецький підводний човен типу VIIC, що входив до складу Військово-морських сил Третього Рейху за часів Другої світової війни. Закладений 1 жовтня 1941 року на верфі Nordseewerke в Емдені. Спущений на воду 20 серпня 1942 рок, а 16 жовтня 1942 року корабель увійшов до складу ВМС нацистської Німеччини. Єдиним командиром човна був оберлейтенант-цур-зее Ганс-Йоахім Клаус.
Увійшов до складу 8-ї навчальної флотилії, де проходив навчання до квітня 1943 року. Після завершення тренувань перейшов до 6-ї флотилії ПЧ. З квітня до листопада 1943 року здійснив 3 бойових походи, в яких не потопив жодного судна або корабля.
2 листопада 1943 року в ході третього бойового походу був виявлений союзною авіацією та прийняв бій. Після бою з есмінцями «Ектів», «Візерінгтон», шлюпом «Флітвуд» і патрульним літаком «Ліберейтор» човен викинувся на мілину і згодом затонув поблизу Танжера. 1 член екіпажу загинув, 48 вціліли і потрапили в полон.